# Sciades tonsus
Sciades tonsus là một loài bọ cánh cứng trong họ Cerambycidae.